# Torre Scrabo

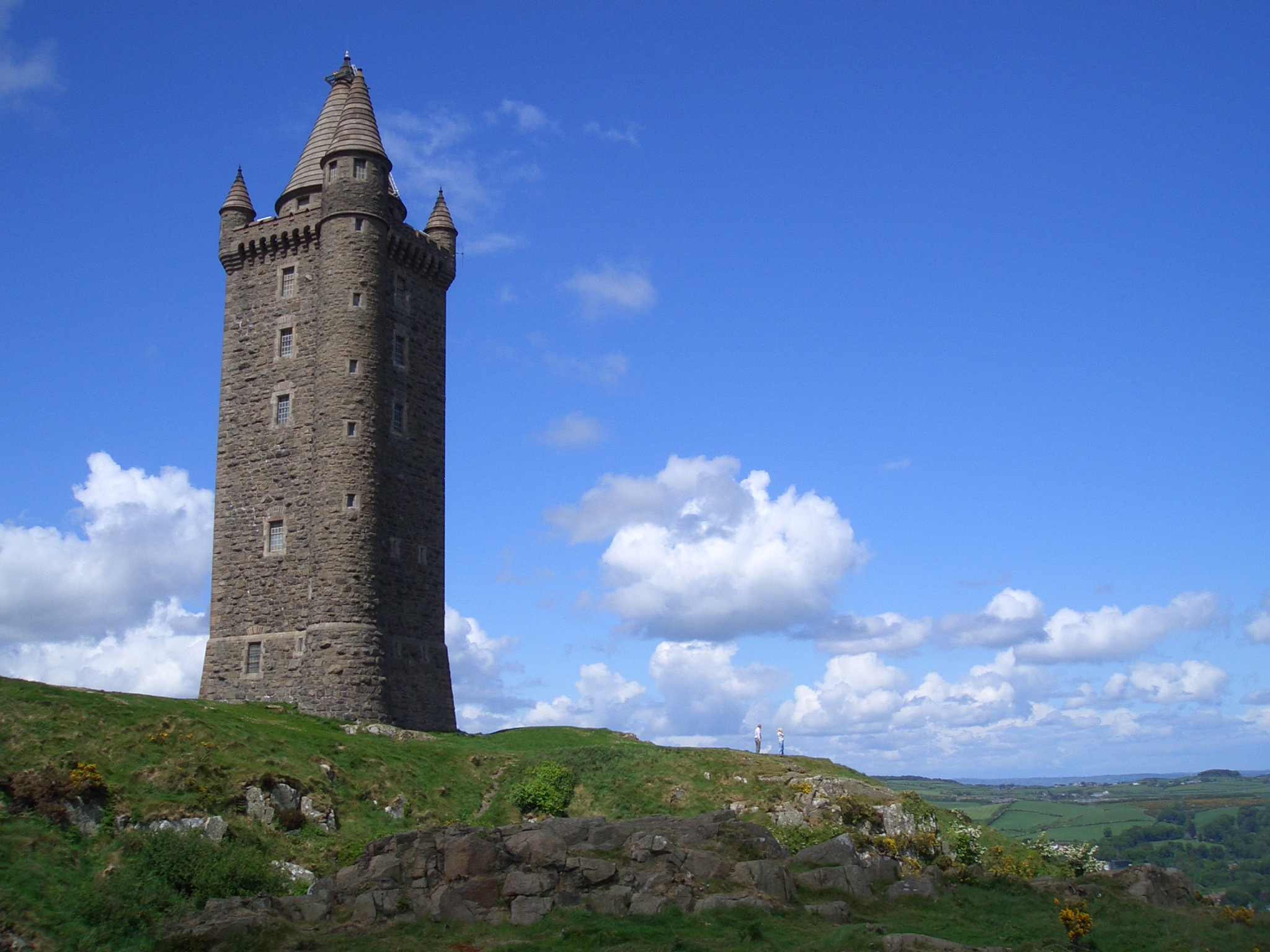
Vista de la Torre Scrabo.

La torre Scrabo es una torre situada al oeste de Newtownards, en el condado de Down, Irlanda del Norte. Su altura la convierte en un hito para buena parte del condado.
Está situada sobre un cuello volcánico, en un terreno actualmente designado como parque condal. Se levantó en 1857 como memorial de Charles Vane, marqués de Londonderry y general de Arthur Wellesley, duque de Wellington, durante las guerras napoleónicas. El proyecto se atribuye a Charles Lanyon y WH Lynn.